# Hvidovre IF
Hvidovre Idrætsforening, známější pod zkráceným názvem Hvidovre IF, je dánský fotbalový klub z Kodaně, ze čtvrti Hvidovre. Založen byl roku 1925. Třikrát se stal dánským mistrem (1966, 1973, 1981) a jednou získal dánský pohár (1980). V nejvyšší dánské soutěži působil 19 sezón. V letech 1984–1986 v klubu působil brankář Peter Schmeichel.